# Breitwiesenalm
Die Breitwiesenalm ist eine Alm in der Gemeinde Grundlsee im österreichischen Bundesland Steiermark. Die Alm liegt im Südwesten des Toten Gebirges, in einer Höhe von 1600 m ü. A. Die Alm ist im Besitz der Österreichischen Bundesforste. Mehrere Bauern besitzen die Servituts-Weiderechte und treiben Galtvieh auf. Gefundene Keramikscherben belegen eine Nutzung seit dem Spätmittelalter. Auf der Alm befinden sich sieben Almhütten.

## Wanderwege
Die Breitwiesenalm ist über den Wanderweg 235 von Grundlsee erreichbar. Von der Brunnwiesenalm führt ein unmarkierter Weg nach Osten zur Alm.
Sie ist etwa eine halbe Stunde vom Albert-Appel-Haus entfernt.